# Trametes roseola
Trametes roseola är en svampart som beskrevs av Pat. & Har. 1900. Trametes roseola ingår i släktet Trametes och familjen Polyporaceae.   Inga underarter finns listade i Catalogue of Life.